# Lijst van Eerste Kamerleden voor de antirevolutionairen
Een overzicht van alle Eerste Kamerleden voor de antirevolutionairen.
| Eerste Kamerlid            | Begindatum       | Einddatum         |
| -------------------------- | ---------------- | ----------------- |
| P.J. Elout van Soeterwoude | 11 januari 1886  | 5 december 1887   |
| R. Melvil van Lynden       | 28 december 1887 | 18 september 1899 |
| A.F. de Savornin Lohman    | 15 juni 1892     | 1 februari 1894   |